# كارل فريدريك فون سيمنز
كارل فريدريك فون سيمنز (بالألمانية: Carl Friedrich von Siemens)‏ (و. 1872 – 1941 م) هو سياسي من ألمانيا . ولد في شارلوتنبورج فيلمسدورف . تولى منصب عضو مجلس النواب الألماني للجمهورية فايمار .